# Ферџани Саси
Ферџани Саси (18. март 1992, арап. فرجاني ساسي) је професионални фудбалер и репрезентативац Туниса. Игра на позицији одбрамбеног играча. 

## Каријера
Дебитовао је 2010. године за екипу Сфаксијен, у којој је провео пет сезона, наступајући на 79 првенствених утакмица.
Његове добре партије скренуле су пажњу челницима француског клуба Мец, којем се придружио 2015. године. Био је један од главних играча тима. Године 2016. потписао је за Есперанс из Туниса.

## Репрезентација
У 2013. години дебитовао је на званичним утакмицама за сениорску репрезентацију Туниса. Био је део тима на Афричком купу нација 2015. године у Екваторијалној Гвинеји и Афричком купу нација 2017. године у Габону.
На Светском првенству 2018. године, Ферџани Саси је постигао гол из једанаестерца у првом колу против Енглеске.

### Голови за репрезентацију
Голови Сасија у дресу са државним грбом
| #  | Датум             | Место     | Противник | Гол | Резултат | Такмичење                                 |
| -- | ----------------- | --------- | --------- | --- | -------- | ----------------------------------------- |
| 1. | 15. октобар 2014. | Монастир  | Сенегал   | 1:0 | 1:0      | Квалификације за Афрички куп нација 2015. |
| 2. | 12. јун 2015.     | Радес     | Џибути    | 4:0 | 8:1      | Квалификације за Афрички куп нација 2017. |
| 3. | 1. јун 2018.      | Женева    | Турска    | 2:1 | 2:2      | Пријатељска                               |
| 4. | 18. јун 2018.     | Волгоград | Енглеска  | 1:1 | 1:2      | Светско првенство 2018.                   |

## Трофеји
- Првенство Туниса (1): 2013.